# Fabio Biondi
Pour les articles homonymes, voir Biondi.
Fabio Biondi (né le 15 mars 1961 à Palerme, en Sicile) est un violoniste et chef d'orchestre italien.
Il est spécialisé dans le répertoire des compositeurs baroques italiens et notamment de Vivaldi dont il a revisité l'œuvre et a enregistré en 1991 une version des Quatre Saisons (version dite de Manchester) décapante, tout en respectant l'esprit du compositeur.

## Parcours
Fabio Biondi commence l'apprentissage du violon à l'âge de 11 ans et, très précoce, il devient soliste donnant ses premiers concerts avec l'ensemble I Giovani cameristi à la RAI à douze ans. Ensuite il se consacre au violon baroque et devient le premier violon de plusieurs formations prestigieuses comme : La Chapelle royale de Philippe Herreweghe, Les Musiciens du Louvre de Marc Minkowski, Hespèrion XX de Jordi Savall, le Clemencic Consort, Il Seminario Musicale de Gérard Lesne, La Capella Reial de Catalunya de Jordi Savall, etc.
Biondi crée en 1990 son propre orchestre, qu'il dirige de son violon : l'ensemble baroque Europa Galante composé d'une douzaine de musiciens jouant sur instruments d'époque.
Avec sa formation, il révolutionne la musique baroque italienne, concertos, sonates, oratorios, opéras en essayant toujours de retrouver l'essence de l'œuvre, notamment en se référant aux plus anciennes partitions connues et par une interprétation très dynamique. Son ensemble est présent dans les Festivals et les salles les plus prestigieuses d'Europe, effectuant régulièrement des tournées internationales en Australie, en Amérique latine, au Japon, aux États-Unis, au Canada, etc.

## Discographie
(sélective : hors compilations, coffrets et rééditions)
- 1986 : Cantate Italiane e Sonata, de Vivaldi, au violon solo, avec Gérard Lesne contre-ténor et Il Seminario Musicale, diapason d'or, chez Adda. Réédité par   Musidisc en 2001.
- 1991 : Le Quattro Stagioni, Les Quatre Saisons de Vivaldi, version de Manchester, avec l'Europa Galante, diapason d'or, chez Opus 111
- 1992 : 6 Trios à cordes, opus 47, de Boccherini, avec  Angelo Bartoletti alto et Maurizio Naddeo violoncelle, chez Opus 111
- 1992 : Cain overo il primo omicidio, oratorio d'Alessandro Scarlatti, avec Rinaldo Alessandrini, l'Europa Galante, le Concerto Italiano, Gloria Banditelli et Cristina Miatello, chez Opus 111
- 1992 : Salve Regina, de Vivaldi, avec  Gérard Lesne et Il Seminario Musicale, diapason d'or, Virgin
- 1992 : 4 Sonates à violon seul avec la basse continue , (Premier Livre), de Jean-Marie Leclair,  Rinaldo Alessandrini, clavecin, Maurizio Naddeo, violoncelle, Pascal Monteilhet, théorbe. Arcana report 2011.
- 1992 : Sonate Concertate Libro I et Libro II de Dario Castello, avec l'Europa Galante, chez Opus 111
- 1992 : 5 Sonates de Giuseppe Tartini, avec l'Europa Galante, chez Opus 111
- 1996 : Sonate di Dresda, de Vivaldi, avec Rinaldo Alessandrini, Maurizio Naddeo et l'Europa Galante, chez Opus 111
- 1997 : L'estro armonico, de Vivaldi, avec l'Europa Galante, Virgin
- 1998 : La Passione di Gesu Cristo Signor Nostro, d'Antonio Caldara, avec Patricia Petibon, Francesca Pedaci et l'Europa Galante, Virgin
- 1998 : Cantatas & Arias, de Jean-Sébastien Bach, avec l'Europa Galante et le ténor Ian Bostridge, Virgin
- 1999 : La Tempesta di mare, de Vivaldi, avec l'Europa Galante, Virgin
- 1999 : Concertos (dont le bwv 1060), de Jean-Sébastien Bach, avec l'Europa Galante, Virgin
- 2001 : Il Cimento dell' armonia e dell' inventione, soit une nouvelle version des Quatre Saisons et d'autres concertos de Vivaldi, Virgin
- 2002 : Concerti,  concertos de Vivaldi, enregistrés en 1990, avec l'Europa Galante, diapason d'or, chez Opus 111
- 2002 : Concerti & Sinfonie, Concertos et symphonie d'Alessandro Scarlatti, avec l'Europa Galante, diapason d'or, Virgin
- 2002 : Stabat Mater, de Vivaldi, avec l'Europa Galante et David Daniels, diapason d'or, Virgin
- 2002 : Concerti Per Mandolini/concerto Con Molti Strumenti, concertos pour mandoline et concerto pour plusieurs instruments, de Vivaldi, avec l'Europa Galante, Virgin
- 2002 : Italian Violin Sonatas, sonates italiennes pour violon de Francesco Maria Veracini, Pietro Locatelli, Michele Mascitti, Francesco Geminiani et Giuseppe Tartini, avec l'Europa Galante, Virgin
- 2003 : The Four Seasons, réédition écourtée de l'album de 2001, Virgin
- 2003 : Guitar Quintets, quintettes pour guitare de Boccherini, avec l'Europa Galante, Virgin
- 2003 : Humanità e Lucifero, oratorio d'Alessandro Scarlatti, enregistré en 1993, avec Rossana Bertini, Gloria Banditelli, Silvia Piccollo et l'Europa Galante, chez Naïve
- 2003 : Concerti grossi, opus 6, concertos d'Arcangelo Corelli, avec l'Europa Galante, chez Naïve
- 2004 : Motets de Vivaldi, avec Patrizia Ciofi et l'Europa Galante, Virgin
- 2004 : La Santissima Trinità, oratorio d'Alessandro Scarlatti avec Vivica Genaux et l'Europa Galante, Virgin
- 2005 : Bajazet opéra de Vivaldi, avec Patrizia Ciofi, David Daniels et Vivica Genaux, diapason d'or, Virgin
- 2005 : Vivaldi: Concerti Per Molti Strumenti Vol. 2, concertos de Vivaldi, Virgin
- 2006 : Mozart Violin Concertos 1, 2 & 3, concertos pour violon 1, 2 et 3 de Mozart, Virgin
- 2006 : Le Manuscrit de Manchester, sonates de Vivaldi, avec Rinaldo Alessandrini et Maurizio Naddeo, chez Arcana
- 2006 : Stabat Mater de Pergolesi, avec David Daniels et Dorothea Röschmann, chez Virgin
- 2007 : Improvisata, Sinfonie con titoli de Vivaldi, Sammartini, Boccherini, Monza et Demachi, chez Virgin
- 2017 : Jean-Marie Leclair, Concertos pour violon et orchestre, Opus 7, No 1, 3, 4, 5, Fabio Bondi, violon et direction, Europa Galente - CD Glossa